# Редфілд (Південна Дакота)
Редфілд (англ. Redfield) — місто (англ. city) в США, в окрузі Спінк штату Південна Дакота. Населення — 2214 особи (2020).

## Географія
Редфілд розташований за координатами 44°52′24″ пн. ш. 98°31′9″ зх. д. / 44.87333° пн. ш. 98.51917° зх. д. (44.873365, -98.519206).  За даними Бюро перепису населення США в 2010 році місто мало площу 4,96 км², з яких 4,89 км² — суходіл та 0,07 км² — водойми.

## Демографія
Згідно з переписом 2010 року, у місті мешкали 2333 особи в 1057 домогосподарствах у складі 593 родин. Густота населення становила 471 особа/км².  Було 1187 помешкань (239/км²).
Расовий склад населення:
| - 96,9 % — білих - 0,9 % — корінних американців - 0,5 % — чорних або афроамериканців - 0,1 % — азіатів |

До двох чи більше рас належало 1,1 %. Частка іспаномовних становила 1,4 % від усіх жителів.
За віковим діапазоном населення розподілялося таким чином: 22,4 % — особи молодші 18 років, 51,4 % — особи у віці 18—64 років, 26,2 % — особи у віці 65 років та старші. Медіана віку мешканця становила 47,3 року. На 100 осіб жіночої статі у місті припадало 87,7 чоловіків;  на 100 жінок у віці від 18 років та старших — 81,5 чоловіків також старших 18 років.
Середній дохід на одне домашнє господарство  становив 49 483 долари США (медіана — 37 757), а середній дохід на одну сім'ю — 56 668 доларів (медіана — 41 781). Медіана доходів становила 32 321 долар для чоловіків та 30 833 долари для жінок. За межею бідності перебувало 15,6 % осіб, у тому числі 26,2 % дітей у віці до 18 років та 13,7 % осіб у віці 65 років та старших.
Цивільне працевлаштоване населення становило 1249 осіб. Основні галузі зайнятості: освіта, охорона здоров'я та соціальна допомога — 33,7 %, роздрібна торгівля — 12,3 %, публічна адміністрація — 12,3 %.